# دیوید کاپلان
دیوید کاپلان (به انگلیسی: David Kaplan)، متولد ۱۹۳۳، فیلسوف و منطق‌دان آمریکایی و استاد دانشگاه کالیفرنیا، لس‌آنجلس است. او آخرین کسی است که تحت نظر رودلف کارناپ رسالهٔ دکتری‌اش را نوشته است. تحلیل معناییِ نمایه‌ای‌ها (مثل اکنون) و اشاره‌ای‌ها (مثل این) از مشهورترین آثار او است.

## آثار
- Kaplan, David (1968). Quantifying in. Synthese, 75: 281-304.
- Kaplan, David (1975). How to Russell a Frege-Church. The Journal of Philosophy, 72: 716-729.
- Kaplan, David (1989). Demonstratives. In Joseph Almog et al. , eds, Themes from Kaplan, Oxford University Press, pp. 481–563.
- Kaplan, David (1990). Words. Aristotelian Society Supplementary Volume, 64: 93-119.